# Трета солунска дружина
Трета солунска дружина е военна част от Македоно-одринското опълчение. Формирана е на 1 октомври 1912 година от доброволци от Солунското, Драмското, Щипското, Кукушкото и Сярското братство. Бойното знаме е връчено на дружината на 4 октомври. Дружината е разформирана на 20 септември 1913 година.

## Команден състав
- Командир на дружината: Ротмистър Димитър Думбалаков
- Адютант: Димитър Дяков, Симеон Радев
- 1-ва рота: Подпоручик Христо Драганов†
- 2-ра рота: Подпоручик Христо Янков
- 3-та рота: Подпоручик Георги Ращанов
- 4-та рота: Подпоручик Гено Тодоров
- Младши офицери: Офицерски кандидат Илия Лулчев
- Нестроева рота: Димитър Лазаров
- Завеждащ прехраната: Христо Биляров
- Ковчежник: Божидар Тончев
- Свещеник: Епифаний Зографски
- Лекар: Офицерски кандидат Гаврил Гаврилов [1]

## Известни доброволци
- Дамян Калфов
- Димитър Антонов
- Димитър Пинджуров
- Константин Антонов
- Манасий Лучански
- Никифор Христосков
- Панайот Иванов
- Панче Гюрков
- Петър Бабамов
- Соломон Голдщайн
- Тано Янов
- Тодор Пиперевски
- Тома Гоцев
- Харалампи Грашев
- Христо Медникаров